# Sistema a zone di vita di Holdridge

Le zone di vita di Holdridge. Anche rappresentato in forma tridimensionale, l'originale è uno schema bidimensionale di esagoni che compongono una cornice triangolare

Il sistema a zone di vita di Holdridge è una classificazione del bioma della terra. Pubblicato per la prima volta da Leslie Holdridge nel 1947, e aggiornato nel 1967. È un sistema relativamente semplice basato su dati empirici. L'assunto è che dato il clima si può risalire al tipo di suolo e al climax.

## Schema
Inizialmente disegnato per rappresentare le zone tropicali e subtropicali, venne poi esteso all'intero pianeta. Il sistema è applicabile bene alla vegetazione tropicale, alla vegetazione mediterranea, e all'ecosistema boreale, ma meno bene alle zone oceaniche fredde o ai climi aridi freddi. Il sistema è usato maggiormente per predeterminare l'evoluzione della vegetazione per il riscaldamento globale.
I tre assi della suddivisione baricentrica sono:
- Precipitazione (annuale, logaritmica)
- Biotemperatura (annuale, logaritmica)
- Evapotraspirazione potenziale (PET) ovvero la precipitazione totale annua.

Altri indicatori sono:
- Umidità
- Latitudine
- Piani altitudinali

La biotemperatura è basata sulla lunghezza e "profondità" delle stagioni. Viene misurata come media, con tutte le temperature sotto il congelamento e oltre 30 °C aggiustate allo 0 °C, come le piante dormienti a queste temperature. Holdridge usò le biotemperature in origine, raramente le temperature di zone di vita di Clinton Hart Merriam, e non considera primariamente le altitudini.

## Relazione tra i tre assi e tre indicatori
L'evapotraspirazione potenziale (PET) e la evapotraspirazione (ET) sono in relazione nei termini che la prima è sempre maggiore della seconda. Il rapporto, Precipitazione/PET, è l'indice di aridità (AI), con AI<0,2 indicante arido/iperarido, e AI<0,5 indicante secco.
```
        Freddo
          /\
         /  \
    PET - -- - Pioggia
```

Regioni più fredde non hanno molta evapotraspiraione e precipizatione, come i deserti polari. Nelle zone più calde, ci sono deserti con PET elevato ma poca precipitazione che lascia il suolo sempre arido, e zone di foreste con basso PET e alta precipitazione che in eccesso viene portata dai fiumi verso il mare.

## Classi
Le classi definita nel sistema come usate dal International Institute for Applied Systems Analysis (IIASA) di Laxenburg in Austria:
1. Polar desert
2. Subpolar dry tundra
3. Subpolar moist tundra
4. Subpolar wet tundra
5. Subpolar rain tundra
6. Boreal desert
7. Boreal dry scrub
8. Boreal moist forest
9. Boreal wet forest
10. Boreal rain forest
11. Cool temperate desert
12. Cool temperate desert scrub
13. Cool temperate steppe
14. Cool temperate moist forest
15. Cool temperate wet forest
16. Cool temperate rain forest
17. Warm temperate desert
18. Warm temperate desert scrub
19. Warm temperate thorn scrub
20. Warm temperate dry forest
21. Warm temperate moist forest
22. Warm temperate wet forest
23. Warm temperate rain forest
24. Subtropical desert
25. Subtropical desert scrub
26. Subtropical thorn woodland
27. Subtropical dry forest
28. Subtropical moist forest
29. Subtropical wet forest
30. Subtropical rain forest
31. Tropical desert
32. Tropical desert scrub
33. Tropical thorn woodland
34. Tropical very dry forest
35. Tropical dry forest
36. Tropical moist forest
37. Tropical wet forest
38. Tropical rain forest